# Bart McCarthy
Bart McCarthy est un acteur américain de télévision, actif depuis 1984.

## Filmographie
- 1984 : Concealed Enemies (TV) : Miami Journalist
- 1997 : Star Trek: Deep Space Nine (TV) : Rear Admiral Cobum
- 1998 : Memorial Day : Dr. Garrison
- 2001 : Rat Race : Mental Patient
- 2004 : Bob l'éponge, le film (The SpongeBob SquarePants Movie) : Captain Bart the Pirate
- 2005 : Underclassman : Earl the Bum